# مرغ حق جاوه‌ای
مرغ حق جاوه‌ای (نام علمی: Otus angelinae) نام یک گونه از سرده مرغ حق است.